# Lokikirja
Lokikirja es el quinto álbum recopilatorio que lanzó la banda finlandesa Nightwish. Salió a la venta el 18 de noviembre de 2009. Incluye la versión remasterizada de su primer álbum en estudio Angels Fall First más sus otros seis álbumes y una edición de Over the Hills and Far Away.

## Álbumes
- Angels Fall First:

1. Elvenpath
2. Beauty and the Beast
3. The Carpenter
4. Astral Romance
5. Angels Fall First
6. Tutankhamen
7. Nymphomanyac Fantasy
8. Know Why the Nightingale Sings
9. Lappland

- Oceanborn

1. Stargazers
2. Gethsemane
3. Devil and the Deep Dark Ocean
4. Sacrament of Wilderness
5. Passion and the Opera
6. Swanheart
7. Moondance
8. The Riddler
9. Pharao Sails to Orion
10. Walking in the Air
11. Sleeping Sun

- Wishmaster

1. She's my Sin
2. The Kinslayer
3. Come Cover Me
4. Wanderlust
5. Two for Tragedy
6. Wishmaster
7. Bare Grace Misery
8. Crownless
9. Deep Silent Complete
10. Dead Boy's Poem
11. FantasMic
12. Sleepwalker

- Over the Hills and Far Away

1. Over the Hills and Far Away
2. 10ht Man Down
3. Away
4. Astral Romance
5. The Kinslayer (live)
6. She's My Sin (live)
7. Sacrament of Wilderness (live)
8. Walking in the Air (live)
9. Beauty and the Beast (live)
10. Wishmaster (live)

- Century Child

1. Bless the Child
2. End of all Hope
3. Dead to the World
4. Ever Dream
5. Slaying the Dreamer
6. Forever Yours
7. Ocean Soul
8. Feel for You
9. The Phantom of the Opera
10. Beauty of the Beast

- Once

1. Dark Chest of Wonders
2. Wish I Had an Angel
3. Nemo
4. Planet Hell
5. Creek Mary's Blood
6. The Siren
7. Dead Gardens
8. Romanticide
9. Ghost Love Score
10. Kuolema tekee taiteilijan
11. Higher Than Hope

- Dark Passion Play

1. The Poet and the Pendulum
2. Bye Bye Beautiful
3. Amaranth
4. Cadence of Her Last Breath
5. Master Passion Greed
6. Eva
7. Sahara
8. Whoever Brings the Night
9. For the Heart I Once Had
10. The Islander
11. Last of the Wilds
12. 7 Days to the Wolves
13. Meadows of Heaven

## Lista de posiciones
| Chart (2009)         | Número posición |
| -------------------- | --------------- |
| Finnish Albums Chart | 21              |

## Créditos
- Anette Olzon - Voz  (en CD 8)
- Tuomas Holopainen - Teclado  y voz de respaldo
- Emppu Vuorinen - Guitarra, Bajo (en CD 1), Guitarra Clásica (en CD 8)
- Jukka Nevalainen - batería
- Marco Hietala - Bajo, voz masculina (en CD 5, 6, 7 & 8)
- Tarja Turunen - Voz (en CD 1, 2, 3, 4, 5, 6 & 7)
- Sami Vänskä - Bajo (en CD 2, 3 & 4)